# SWAT特警队
《S.W.A.T特警队》（英語：S.W.A.T.，又譯作《洛杉矶特警队》）是一部由美国广播公司（ABC）制作，并于1975年2月开始播出的美国電視劇。该剧于1976年结束，只播放了两季。
1980年代，中国大陆引进该剧并播出，反响不俗。
該劇被哥倫比亞影業改編成電影《反恐特警組》，由克拉克·強森執導，於2003年上映。
2017年再度改编电视剧《反恐特警組》。

## 故事简介
故事以洛杉磯警察局的SWAT分队为背景，敘述菁英小隊「S.W.A.T.」為保護城市而打擊犯罪。